# Libera Università Mediterranea
Die Libera Università Mediterranea „Giuseppe Degennaro“ ist eine italienische Privatuniversität in Casamassima in der Region Apulien.
Die LUM ist eine private Hochschule, die von der Vereinigung für die Freie Universität des Mittelmeers und der 1995 von Giuseppe Degennaro gegründeten «Stiftung Caterina Degennaro» getragen wird. Die Universität wurde 1999 durch einen Ministerialerlass gegründet, während die Satzung und die Studienordnung am 10. April 2000 vom Ministerium für Bildung, Universität und Forschung genehmigt wurden, zusammen mit der Einrichtung der Fakultäten für Wirtschaft und Recht. Derzeit sind die Studiengänge: Medizin und Chirurgie, Krankenpflege, Wirtschaft, Wirtschaft und Management, Wirtschaftsingenieurwesen, Computertechnik für den digitalen Wandel und Recht. Bis August 2020 war auch die Firmierung LUM „Jean Monnet“ üblich.
Das Hauptgebäude der Universität befindet sich im Industrie „Baricentro“ in Casamassima.